# Platon Pardău
Platon Pardău (n. 1 decembrie 1934, Vatra Dornei, Suceava, România – d. 12 aprilie 2002, București, România) a fost un poet, prozator, scenarist și publicist român.

## Biografie
S-a născut la 1 decembrie 1934 la Vatra Dornei ca fiu al Elenei (n. Mazga) și al lui Teodor Pardău. A absolvit liceul la Vatra Dornei în 1952 și Facultatea de Filologie la Cluj în 1958. A fost, pentru scurtă vreme, profesor de franceză și rusă, director al Casei de Cultură din Vatra Dornei (1958-1959), inspector la Inspectoratul raional de învățământ Vatra Dornei (1959) și președinte al Comitetului de Cultură și Artă al regiunii Suceava (1964-1967). A fost redactor-șef al ziarului Zori noi (1965-1968), șef de secție la Scînteia (1968-1973) și producător delegat la Casa de Filme 4 din București (1973-1980). Din 1980 a devenit publicist comentator la Contemporanul și România literară.

### Opera
în 1956 a debutat ca poet la Tribuna și editorial în 1963 cu volumul de versuri Arbore de rezonanță, urmat de Vânătoare interzisă (1967), Pasărea vine la noapte (1968), „Planete albastre” (1970) s.a. fiind considerat „mai ales un cântăreț al Bucovinei”.
Ca romancier a debutat în 1970 cu Scara lui Climax, urmat de alte proze ca Ore de dimineață (1972), Moartea lui August (1972), romanul reportaj Aproapele nostru, aproape (1973), Ciudata mișcare a inimii în aprilie (1974), Mergând prin zăpadă (1974), Cu ochii dragostei (1976), Cercul (1975), Minunata poveste de dragoste a preafericiților regi Ulise și Penelopa (1978), Scrisori imperiale (1979), Omul coborât din turn (1980), Diavolul de duminică (1981), Limita de vârstă (1982), Tentația, I-II (1983-1984), Rezerva specială (1984), Scrisorile venețiene (1987), Bănuitele primejdii (1988), Pașaport pentru Australia (1991) și Cartea morții (1999).
A colaborat la Tribuna, Gazeta literară, România literară, Luceafărul.
Publicistica a adunat-o în volumul Conversații patetice (1976).
Ca dramaturg a scris mai multe piese dintre care amintim Zile de toamnă și Luna de miere. Unele piese au fost jucate pe scena Teatrului Național din București cum ar fi Capcana, în regia Ancăi Ovanez Doroșenco, cu Mircea Albulescu în rolul lui Ilie Cândrea, Ioneștii, în regia lui Grigore Gonța, și Iubirile de-o viață, în regia Sandei Manu.
A făcut și câteva traduceri: Yasushi Inoue, Pușca de vânătoare, București, 1969 (în colaborare cu Lia Pardău); Manuel Cofino Lopez, Dragoste și luptă, București, 1974 (în colaborare cu Anca Dovăncescu); Când sângele-i ca focul, prefață de Paul Alexandru Georgescu, București, 1977 (în colaborare cu Anca Dovăncescu) și Fernando Medina Ferrada, Morții sunt din ce în ce mai nesupuși, București, 1981 (în colaborare cu Anca Dovăncescu).
Apreciat de critica literară, Platon Pardău a fost distins cu premii ale Uniunii Scriitorilor și ale Academiei Române.

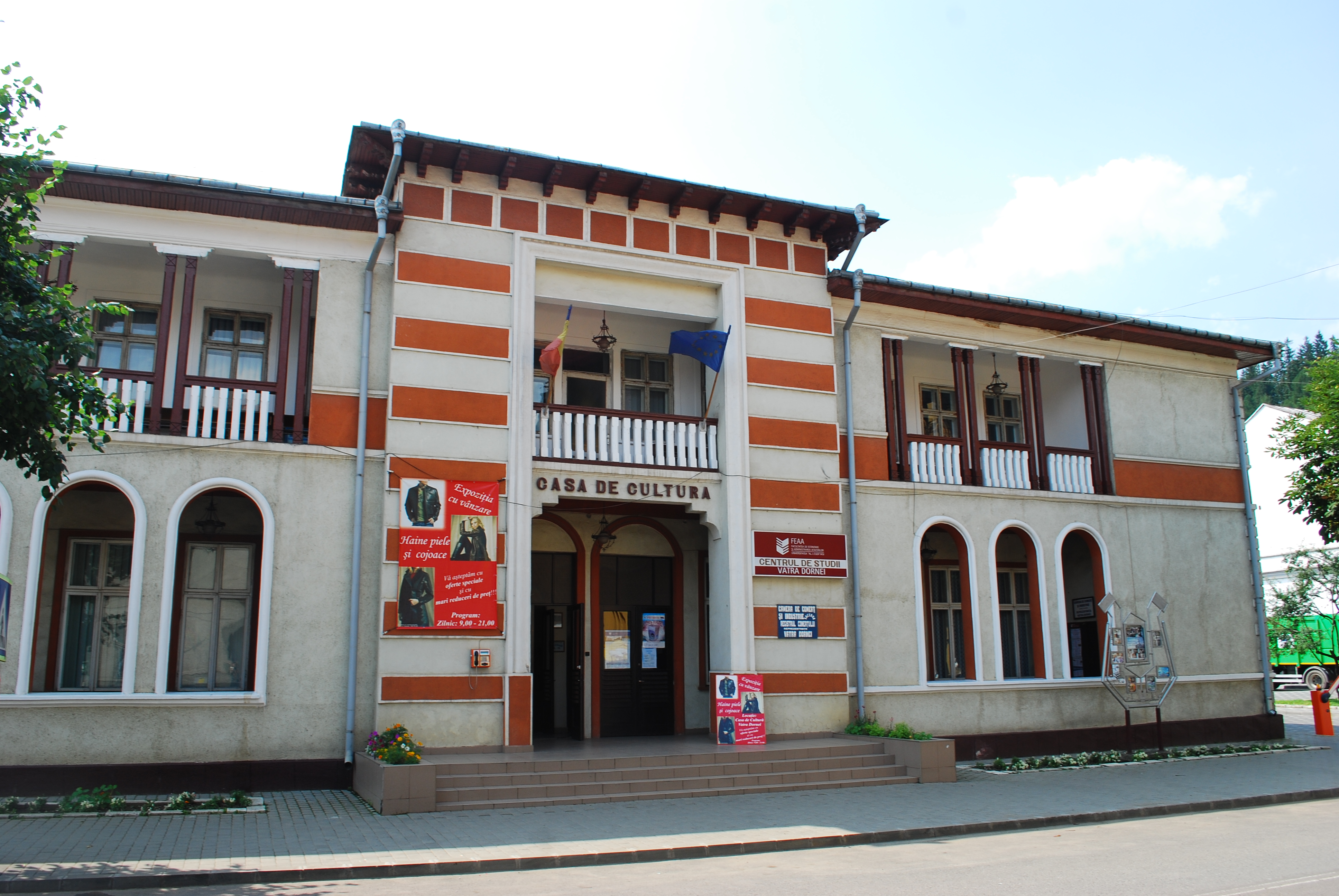
Casa de Cultură „Platon Pardău”

### Activitatea politică
A fost responsabili până în decembrie 1989 cu textele despre partid și N. Ceaușescu la România literară formula preferată prin care se adresa scriitorilor era: „un eseu politic angajat și angajant”.
Alex Ștefănescu notează: „În general simpatizat de lumea literară, Platon Pardău a rămas dintr-odată fără acest capital afectiv în 1987, când, împreună cu Vasile Băran, a relatat de pe o poziție oficială, într-un reportaj publicat în România literară, desfășurarea grotescului proces moral și ideologic \"de la Gârbovi\" înscenat de partidul comunist scriitorului Ion Anghel-Mânăstire.”

### Decesul
A decedat la 12 aprilie 2002 în București.
Casa de Cultură „Platon Pardău” din Vatra Dornei îi poartă numele.
În 2012 Asociația Scriitorilor și Artiștilor din Țara Dornelor a instituit un premiu special în memoria sa.

## Distincții
- Ordinul „Meritul Cultural” clasa a V-a (25 decembrie 1967) „pentru merite deosebite în opera de construire a socialismului, cu prilejul celei de-a XX-a aniversări a proclamării Republicii”[9]

## Filmografie

### Scenarist
- Trei scrisori secrete (1974)
- Iarna unui pierde-vară (1974)
- Orele 11 (1985)

### Producător delegat
- Premiera (1976)
- Marele singuratic (1977) – împreună cu Marin Teodorescu
- Iarba verde de acasă (1977)
- Bietul Ioanide (1980)
- Ancheta (1980)